# 880年代
| 千纪： | 1千纪                                                                                  |
| 世纪： | 8世纪 \| 9世纪 \| 10世纪                                                               |
| 年代： | 850年代 \| 860年代 \| 870年代 \| 880年代 \| 890年代 \| 900年代 \| 910年代              |
| 年份： | 880年 \| 881年 \| 882年 \| 883年 \| 884年 \| 885年 \| 886年 \| 887年 \| 888年 \| 889年 |

## 大事记
- 880年，黃巢連陷洛陽、潼關。唐僖宗奔興元府。黃巢入長安，稱帝，國號齊。日本高岳親王赴天竺中途逝世。
- 881年，教皇約翰八世為胖子查理加冕為法蘭克皇帝。
- 882年，唐授朱全忠為宣武節度使。唐平盧大將王敬武逐平盧節度使安師儒，自任節度使。唐命朱瑄為天平節度使。唐僖宗李授李克用為雁門節度使，使擊齊，李克用始率軍南下。
- 882年，俄羅斯羅瑞克之子伊戈，攻陷基輔，建基輔公國。
- 883年，成德節度使王景崇卒，子王鎔繼任節度使。雁門節度使李克用克長安，齊帝黃巢焚宮室東走，圍陳州。
- 884年，黃巢走至泰山東南狼虎谷，命其甥斬己首出降。日本陽成天皇被藤原基經所迫，讓位給光孝天皇。
- 885年，秦宗權於蔡州稱帝，陷洛陽。宦官田令孜命諸道討河中節度使王重榮，河東節度使李克用救王重榮，進逼長安，田令孜挾唐僖宗奔鳳翔。李克用不入長安，還軍河中。斯德望六世当选为教皇。
- 886年，田令孜挾李儼再奔興元。朱玫立襄王李熅為帝，入長安。
- 887年，日本設「關白」官職。8月26日——宇多天皇登基。
- 888年，唐僖宗李儼返長安，驾崩，諸宦官立壽王李曄為帝，是為唐昭宗。宣武節度使朱全忠平秦宗權。
- 888年，胖子查理卒。法蘭克帝國再分裂東（日耳曼）、西（法蘭西）。
- 889年，平盧節度使王敬武卒，子王師範繼任節度使。